# John Mair
John Mair (anglès: John Major)  (Haddington, 1469 - Saint Andrews, 1550), a vegades, també anomenat Haddingtonus Scotus o Jean Mair, va ser un filósof i matemàtic escocès.

## Vida
Després d'estudiar a la seva ciutat natal, entre 1491 i 1492 es va traslladar a Cambridge, al Godshouse's College (avui Christ's College). Poc després se'n va a París, on estudia primer al Col·legi de Sainte Barbe i, després, al Col·legi de Montaigu, on es gradua com a Mestre en Arts el 1495.
Roman a París, com a professor el Col·legi de Montaigu, rebent el seu doctorat l'any 1506.
L'any 1518 retrona a Escòcia per a fer-se càrrec del rectorat de la Universitat de Glasgow, però torna a París en nombroses ocasions. De 1525 a 1531 torna a ser professor del Col·legi de Montaigu. I el 1533 retorna definitivament a la Universitat de St Andrews on romandrà fins a la seva mort el 1550.

## Obra
Malgrat no ser massa conegut, Mair és un dels pensadors més influents del segle XVI amb més de 70 llibres publicats, alguns d'ells reeditats nombroses vegades. Influenciat per les idees empiristes de Jean Buridan, Guillem d'Occam i els calculatores del Col·legi Merton d'Oxford, va ser mestre de figures importants del segle xvi com Ignacio de Loyola, Gaspar Lax, Joan de Salaia, Pedro Ciruelo, Domingo de Soto (tots ells espanyols), Joan Calví, etc.
Es va interessar per totes les branques de la Filosofia, però sobretot en la Lògica. També va escriure llibres de matemàtiques elementals per a comerciants en els que planteja els problemes de la comptabilitat.
Va ser un dels primers autors a preocupar-se pels problemes morals de la conquesta d'Amèrica en relació amb els pobles indígenes.